# Весёлый (Новосибирская область)
Весёлый — упразднённый посёлок в Искитимском районе Новосибирской области. На момент упразднения входил в состав Гилёвского сельсовета. Исключен из учётных данных в 1977 году.

## География
Посёлок располагался на реке Бесштанка (приток Койнихи), в 13 км (по прямой) к юго-востоку от села Новолокти.

## История
Посёлок был основан в 1909 году. В 1928 году посёлок Вознесенский состоял из 85 хозяйств. В административном отношении входил в состав Доронино-Заимского сельсовета Черепановского района Новосибирского округа Сибирского края.
Решением Новосибирского облисполкома от 01.12.1977 г. № 799 посёлок исключен из учётных данных.

## Население
По переписи 1926 г. в поселке проживало 414 человек (210 мужчин и 204 женщины), основное население — украинцы